# El Tiempo (Anzoátegui)
El Tiempo es un diario de circulación regional, considerado uno de los más importantes del Oriente venezolano con sede en la ciudad de Puerto La Cruz, contando con más de 50 años de experiencia en el mercado. Fue merecedor del Premio Nacional de Periodismo en los años 1982, 1989 y 1990 (este último por su suplemento semanal de corte infantil Caballito de Mar). No tiene relación con el diario El Tiempo de Valera, Trujillo.

## Historia
Nacido con la democracia venezolana en 1958, de la mano de su fundador Jesús Alvarado, se ha forjado una reputación sólida de independencia informativa y de cercanía con la comunidad. Originalmente nació por la necesidad de un periódico en la zona norte del estado (Ya existía el Semanario Antorcha en la zona sur), la cual, estaba en la transición de pueblo pesquero hacia una ciudad turística. En 1962 el periódico pasó a manos de Edmundo Barrios como un arrendamiento que le hizo Jesús Alvarado por un tiempo, regresando a sus manos en 1968. 
Para 1978 pasa a convertirse en Diario (Hasta ese entonces circulaba solo los martes) y se crea la Empresa Editoriales Orientales C.A, pasando la dirección de sus acciones al Doctor Jesús Márquez en un 70%, hasta 1980 cuando Alvarado le da todas las acciones e inclusive, a dirección del diario. Márquez, nativo de Barrancas del Orinoco hizo de Puerto La Cruz su nueva casa y a través del Periódico, alzó la voz en pro del Desarrollo de las vías, los drenajes, la política social y el desarrollo deportivo. La creación del Banco de Oriente Bancor, los equipos deportivos Marinos de Anzoátegui y Caribes de Anzoátegui, la construcción del Dren B y la vía alterna, fueron muchos de los objetivos logrados por la directiva del Diario, que ha sido reconocido en 3 oportunidades con el Premio Nacional de Periodismo. 
En 1986 falleció Márquez y la dirección del Diario pasó a su esposa Gioconda Rodríguez de Márquez (Quien lo dirige desde entonces) y cambian de sede al sector Los Yaques. Para 1998 al cumplirse su 40 aniversario, realizan un rally gymkana, una gran fiesta y un concierto con la Orquesta Sinfónica y Oscar de León en la ciudad. 
En 2002 se mudan a la Avenida Municipal y comienza su expansión, ofreciendo un tiraje regionalizado que favorece al estado Sucre, contando con corresponsalías en las ciudades de Cumaná y Carúpano. 
En el 2005 dieron paso a una nueva edición, la cual abarca las regiones centro y sur de Anzoátegui, siendo Anaco y El Tigre las poblaciones más importantes, donde cuentan también con oficinas y crearon un equipo reporteril que cubre la Zona Oeste de Anzoátegui, con sede en Puerto Píritu, además de la creación de la Revista Ardentía, dedicada a resaltar los valores e importancia de la Región Oriental y su gente.
Para 2010 crean el Diario El Mío, dedicado a cubrir las noticias de las zonas populares de la Gran Barcelona y la revista Urbania, dedicada al diseño de interiores y la arquitectura.
Según estadísticas tomadas de su página web, El Tiempo es el quinto diario a nivel nacional con más alta circulación, el segundo periódico a nivel regional del país en reputación y circulación y el cuarto diario a nivel nacional como la marca más reconocida y veraz.(Gallup, 2002).
El medio alcanza alrededor de 9 millones 870 mil lectores mensuales entre hombres y mujeres de las clases sociales AB, C+, 18 - 55 años, entre los cuales posee un 98 % de clase trabajadora, 92 % de clase popular y 90 % de clase alta.
Gracias a una organizada estructura de distribución, abastece todos los días 1.500 puntos de venta en más de 40 localidades de los estados Estado Anzoátegui, Sucre, Nueva Esparta, Monagas y el Distrito Capital.
Desde 2013 debido a la Crisis que vive Venezuela, la Editorial tuvo problemas en cuanto a la adquisición de materiales, trayendo el cese de operaciones de diversas oficinas, la salida de circulación del Diario el Mío y las revistas Ardentía y Urbania, en conjunto con el Semanario infantil Caballito de Mar. Para 2018, debido los altos costos, la falta de efectivo y la renuncia de muchos de periodistas, el 27 de abril anuncian su transformación de Diario a Semanario, saliendo ese día su última edición diaria, circulando desde el 4 de mayo los días viernes.